# 카밀 샤문 스포츠 시티 스타디움
카밀 샤문 스포츠 시티 스타디움(아랍어: ملعب مدينة كميل شمعون الرياضية, 영어: Camille Chamoun Sports City Stadium)은 레바논의 수도 베이루트에 위치한 다목적 경기장으로, 레바논 축구 국가대표팀의 홈구장이자 레바논 프리미어리그 네지메 SC의 홈 구장이다.
경기장의 명칭은 건설 당시 레바논의 대통령인 카밀 샤문에서 따왔다. 1982년 레바논 전쟁 시기에는 이스라엘 군대의 레바논 침공에 의해 경기장의 일부가 파괴되었으나, 라피크 하리리 총리의 주도로 보수 작업이 진행되었다. 2000년 AFC 아시안컵 당시 주경기장으로 활용되어 결승전이 열리기도 했다.